# 图阿普谢防御战役
图阿普谢防御战役，是苏德战争中，于1942年9月25日至12月20日在黑海港口城市图阿普谢东北处的高加索山脉北坡地域，苏联第18集团军抗击德军A集团军群第17集团军的图阿普谢战役集群的进攻，保卫了苏联外高加索方面军黑海集群沿着黑海与高加索山脉自新罗西斯克到格鲁吉亚库塔伊西的漫长防线不被德军从中央突破、分割。